# Palimna andamanica
Palimna andamanica är en skalbaggsart som beskrevs av Stefan von Breuning 1935. Palimna andamanica ingår i släktet Palimna och familjen långhorningar. Inga underarter finns listade i Catalogue of Life.